# Florimond Cornellie
Florimond Joseph Cornellie (Antwerpen, 1 mei 1894 – Berchem 28 april 1978) was een Belgisch zeiler.
Cornellie won samen met zijn vader Émile en Frédéric Bruynseels de gouden medaille in de 6 meter klasse model 1907 tijdens de Olympische Spelen 1920 de wedstrijden werden gevaren voor de kust van Oostende.

## Olympische Zomerspelen
| Jaar | Plaats    | Resultaten                |
| ---- | --------- | ------------------------- |
| 1920 | Antwerpen | 6 meter klasse model 1907 |

1908: Charles Crichton / Gilbert Laws / Thomas McMeekin ·
1912: Amédée Thubé / Gaston Thubé / Jacques Thubé
1920 (model 1907): Frédéric Bruynseels / Émile Cornellie / Florimond Cornellie ·
1920 (model 1919): Andreas Brecke / Paal Kaasen / Ingolf Rød ·
1924: Christopher Dahl / Eugen Lunde / Anders Lundgren ·
1928: Erik Anker / Johan Anker / Håkon Bryhn / Olaf van Noorwegen ·
1932: Olle Åkerlund / Åke Bergqvist / Martin Hindorff / Tore Holm ·
1936: Miles Bellville / Christopher Boardman / Russell Harmer / Charles Leaf / Leonard Martin ·
1948: Alfred Loomis / Michael Mooney / James Smith / James Weekes / Herman Whiton ·
1952: Everard Endt / John Morgan / Eric Ridder / Julian Roosevelt / Emelyn Whiton / Herman Whiton